# تپه باستان دوزنان
تپه باستان دوزنان مربوط به دوره ساسانیان - سده‌های اولیه دوران‌های تاریخی پس از اسلام است و در شهرستان میانه، بخش مرکزی، دهستان کله بوز غربی، ۷۰۰ متری شرق روستای دوزنان واقع شده و این اثر در تاریخ ۲۸ اسفند ۱۳۸۵ با شمارهٔ ثبت ۱۸۹۰۶ به‌عنوان یکی از آثار ملی ایران به ثبت رسیده است.